# قرار مجلس الأمن التابع للأمم المتحدة رقم 1559
تم اعتماد قرار مجلس الأمن التابع للأمم المتحدة رقم 1559 في 2 سبتمبر 2004 بعد التأكيد على قراراته السابقة رقم 425 والرقم 426 للعام 1978 والرقم 520 للعام 1982 والرقم 1553 للعام 2004 حول الوضع في لبنان، دعا المجلس إلى حل جميع الميليشيات ونزع سلاحها، دعم إجراء انتخابات الرئاسة اللبنانية بشكل حر وعادل، وطالب جميع القوات الأجنبية بالانسحاب من لبنان.

## النقاط الرئيسية للقرار
- يطالب بانسحاب جميع القوات الأجنبية المتبقية من لبنان.
- يدعو إلى حلّ جميع الميليشيات اللبنانية وغير اللبنانية ونزع سلاحها.
- يؤيد بسط سيطرة حكومة لبنان على جميع الأراضي اللبنانية.
- يعلن تأييده لعملية انتخابية حرة ونزيهة في الانتخابات الرئاسية المقبلة تجرى وفقا لقواعد الدستور اللبناني الموضوعة من غير تدخل أو نفوذ أجنبي.
- يطالب على وجه الاستعجال مع جميع الأطراف المعنية بالتعاون تعاونا تاما مع مجلس الأمن من أجل التنفيذ الكامل لهذا القرار وجميع القرارات ذات الصلة بشأن استعادة لبنان لسلامته الإقليمية وكامل سيادته واستقلاله السياسي.[4]

## أنظر أيضا
- قرار مجلس الأمن رقم 1701
- نزع السلاح في لبنان